# Timoraca
Timoraca is een geslacht van vlinders van de familie tandvlinders (Notodontidae).

## Soorten
- T. meeki Rothschild, 1917
- T. striata Rothschild, 1917